# Parroquia castrense de Nuestra Señora de Loreto

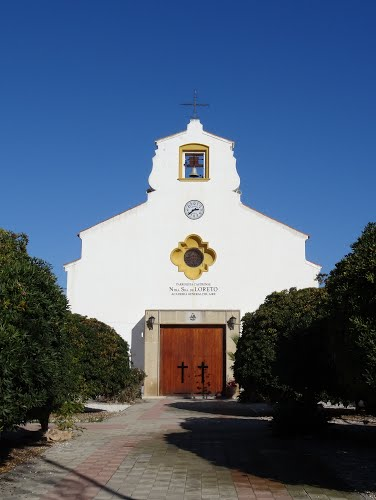
Parroquia Castrense de Nuestra Señora de Loreto, Santiago de la Ribera, Murcia.

Parroquia Castrense de Nuestra Señora de Loreto, también conocida como Iglesia de Nuestra Señora de Loreto es un templo católico situado en Santiago de la Ribera (San Javier, Región de Murcia, España).
Ésta se encuentra en la Calle de la Iglesia, justo al lado del Centro de Educación Infantil y Primaria Nuestra Sra. de Loreto, ambos pertenecientes a la urbanización militar oficial y suboficial conocida como La ciudad del Aire, Santiago de la Ribera.
La iglesia se levantó hace 70 años, por la AGA (Academia General del Aire) con el objetivo de crear un lugar de culto militar para todos aquellos pertenecientes al oficio y familiares, tanto oficiales como suboficiales.

## Arquitectura
La iglesia de origen castrense consiste en una nave rectangular con muros de ladrillo con dos [capillas] en el lado izquierdo de la entrada, junto al marrajo de cristo y dos confesionarios.
El arco triunfal que separa el presbiterio del resto de la nave es de medio punto, la cubierta de la nave central es de bóveda de cañón, al igual que la capilla mayor. A los pies se sitúa el coro y anteriormente, o en situaciones especiales el coro pasa al balcón interior elevado de la iglesia, situado sobre la entrada principal de la iglesia, al que se accede por unas escaleras de caracol de madera antigua y la torre del campanario, cuya estructura es de un cuerpo y un vano.
La parte que más destaca al entrar es la obra pictórica de 8 metros bañada en oro y colores vivos de la virgen y con los ángeles sujetando la casita de Nazaret, además de pequeños capítulos individuales pertenecientes a distintas escenas de la biblia, situada en el retablo tras el sagrario y el altar.

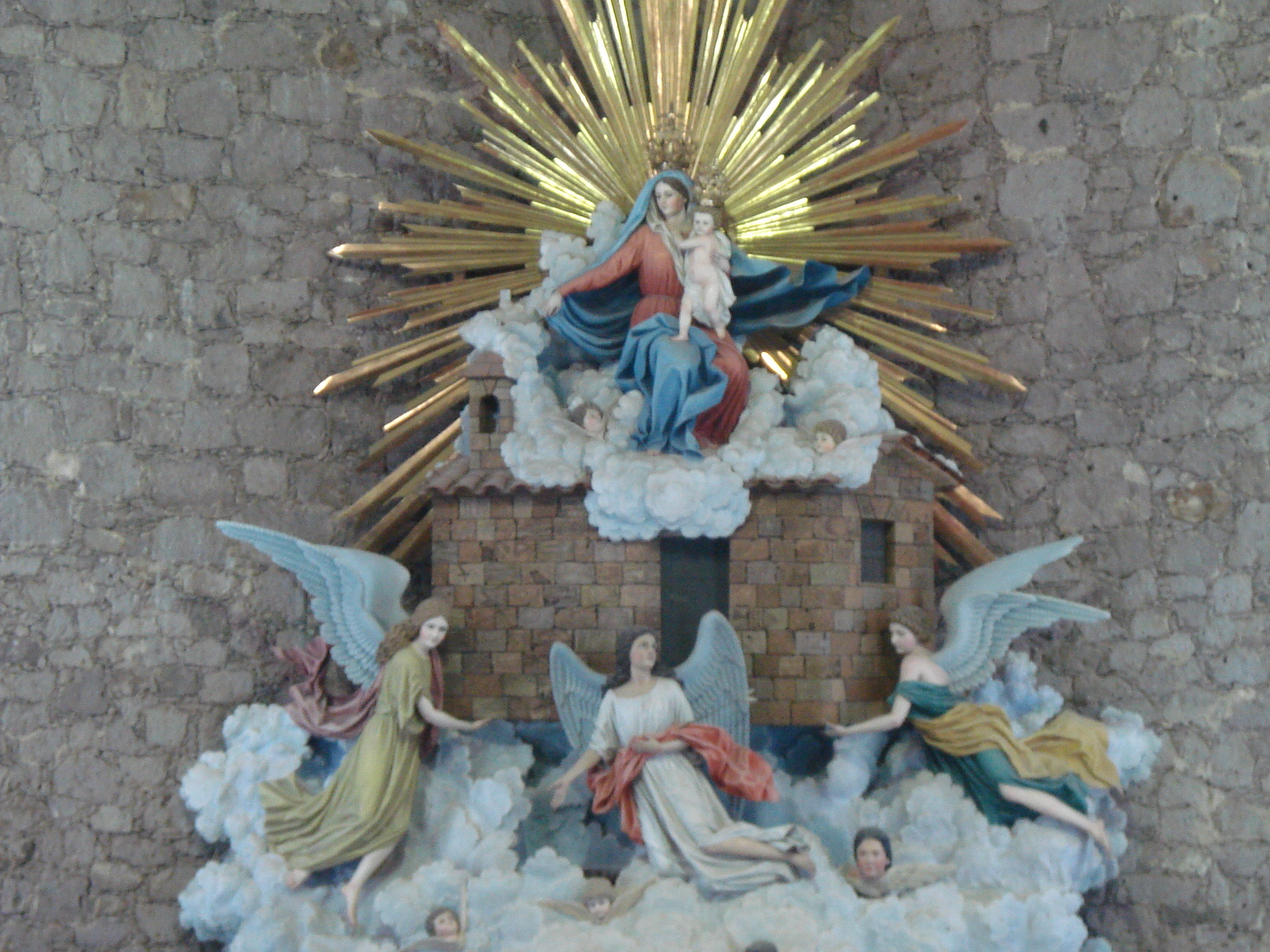
Virgen de Loreto

.

## Veneración
La Virgen de Loreto o Nuestra Señora de Loreto es una advocación mariana católica, su festividad se celebra el 10 de diciembre. En España y en otros países es la patrona de las fuerzas aéreas y de la aeronáutica.

## Localización
Al norte, limita con las pedanías de Lo Pagán y Los Sáez, pertenecientes al municipio de San Pedro del Pinatar y al sur con Los Narejos, del municipio de Los Alcázares. Por su parte esta se encuentra el Mar Menor y al oeste el casco urbano de San Javier y la pedanía de La Calavera. Pertenece a la comarca del Mar Menor y dista 49 km de Murcia y 33 km de Cartagena.
- Parroquia Nuestra Señora de Loreto